# Mortes em 2011
Esta é uma relação de pessoas notáveis que morreram durante o ano de 2011.